# Jednogałęziowce
Jednogałęziowce, Uniramia  w niektórych starszych podejściach taksonomicznych podtyp stawonogów, zawierający owady i wije (zobacz tchawkowce), przeciwstawiany
skrzelodysznym (Branchiata – zawierające skorupiaki i trylobitowce).
Skrzelodyszne to stawonogi morskie (wodne), których odnóża są dwugałęziste, obok funkcji krocznej pełnią także funkcję oddechową. Ostatnie odkrycia paleontologiczne wskazują, że paleozoiczne owady miały odnóża wielogałęziste. Ponadto w szczękach drugiej pary widoczna jest pierwotna dwugałęzistość. W konsekwencji jednogałęzistość odnóży jest cechą wtórną, typową dla organizmów lądowych (inny sposób oddychania). Obecnie skrzelodyszne traktuje się jako grupę sztuczną, a jednogałęziowce (Uniramia) wywodzi się od trylobitowców.
W wyróżnieniu jednogałęziowców (Uniramia) zakładało się, że pochodzą od wspólnego przodka, jednocześnie podstawowe cechy stawonogów (połączone stawami odnóża i chitynowy pancerz) pojawiły się w toku ewolucji dwukrotnie i niezależnie (polifiletycznie). Drugą niezależną linią byłyby skrzelodyszne (Branchiata) Zwolennicy tego poglądu wywodzą Uniramia (owady i wije) od pratchawców (Onycophora) – podkreślali, że pratchawce mają cechy zarówno pierścienic jak i stawonogów.
Uniramia traktowane są współcześnie jako synonim tchawkowców (Tracheata, Eutracheata) w randze podtypu w typie stawonogi, obok podtypu szczękoczułkowce (stawonogi bez czułków, odnóże gębowe zwane szczękoczułkami – chelicerae) i podtypu skorupiaki (tak jak tchawkowce zamiast szczękoczułków mają żuwaczki).

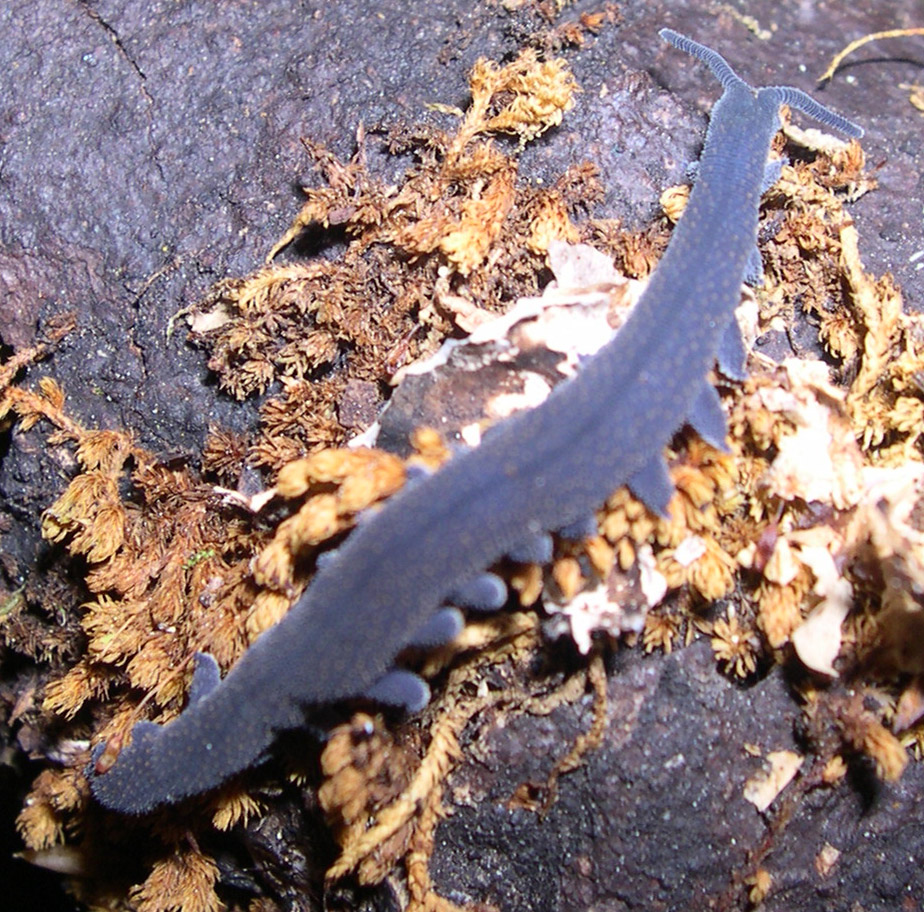
Pratchawce, których przedstawicielem jest Peripatoides indigo były zaliczane do Uniramia, jako bezpośredni przodkowie tej grupy